# Pollo en cuñete
El pollo en cuñete es un platillo típico de Guanajuato, Edomex, Jalisco, Michoacán y Querétaro, en México. Consiste en pollo frito en aceite de oliva y aromatizado con una mezcla de especias, que varía según el lugar, aunque suele incluir laurel, tomillo, orégano, mejorana, pimienta de Tabasco... además de pasas y almendras peladas y trituradas. Frecuentemente se acompaña de una guarnición de papas, cebolla y zanahorias. 
Se usa aceite de oliva porque aporta un mejor sabor, aparte de que es más rico en nutrientes y es el menos dañino para el cuerpo humano. Sin embargo, si no se dispone, se puede usar aceite de girasol o de maíz, que aportan menos sabor (sabor neutro) y son aceites refinados. 
El pollo en cuñete se suele servir con arroz blanco, y/o tortillas.